# سهره سبز کلاه‌خاکستری
سهره سبز کلاه‌خاکستری یا سهره سبز خاوری (نام علمی: Chloris sinica) یک پرنده گنجشک‌سان کوچک از خانواده سهرگان است که در جنگل‌های پهن برگ و مخروطیان پاله آرکتیک شرقی تولیدمثل می‌کند.
سهره سبز کلاه‌خاکستری یک سهره با اندازه متوسط ۱۲٫۵ تا ۱۴ سانتیمتر (۴٫۹ تا ۵٫۵ اینچ) طول، با منقار قوی و دم کوتاه کمی دوشاخه است. در درختان یا بوته‌ها آشیانه می‌کند و ۳–۵ تخم می‌گذارد.

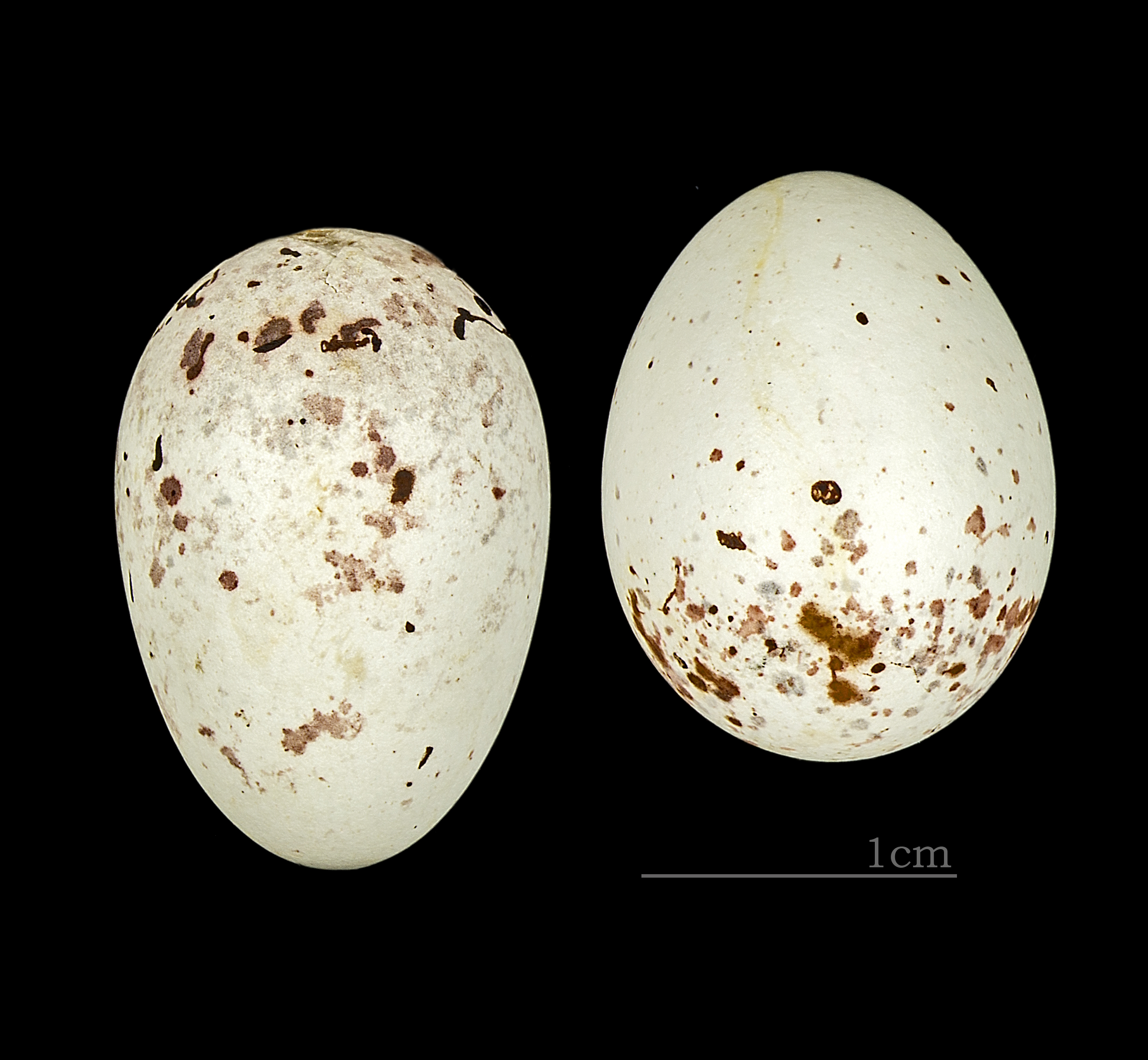
تخم‌های سهره سبز کلاه‌خاکستری در موزه تولوز

اکنون پنج زیرگونه شناخته شده دارد.